# 茂平
茂 平（しげ たいら、1993年4月14日 - ）は、長崎県大村市出身のプロサッカー選手。Jリーグ・大分トリニータ所属。登録ポジションはミッドフィールダー。

## 来歴
中学卒業後、大分トリニータU-18に入団。同期に為田大貴、後藤優介、1学年下に後に立命館大学・ギラヴァンツ北九州でもチームメイトとなる國分伸太郎がいた。また在籍した時期は重なってはいないが、大分U-18の先輩・清武弘嗣を尊敬する人物として挙げており、同じく先輩・梅崎司は小中高と同じ学校であった。高校3年次にはトップチームの練習に帯同し、為田・後藤とともにトップチーム昇格の予定であったが急きょ立ち消えになった。
高校卒業後は立命館大学に進学し、サッカー部に入部。2015年には全日本学生選抜、更にはユニバーシアード日本代表のバックアップメンバーに選出された。
大学卒業後の2016年、JFL・奈良クラブに加入。公式戦で計16得点を記録し、JFLのベストイレブン・新人王に選出された。
翌2017年、J3・ギラヴァンツ北九州に完全移籍。
2019年6月2日、J3第10節・ロアッソ熊本戦で終了間際にゴールを決め、これが自身Jリーグ初得点となった。
2020年、ブラウブリッツ秋田に完全移籍。同郷の沖野将基と左右サイドの大村コンビを組んだ。同年は個人としては2年連続となるJ3優勝を経験した。プレーカテゴリがJ2リーグに上がった2021年は、リーグ戦全試合に出場を果たしチームの残留に貢献した。
2023年、大分トリニータに完全移籍。U-18チームでのプレー以来、11年ぶりの大分復帰となった。6月7日の天皇杯・ヴェルスパ大分戦に途中出場するも、相手選手との接触時に膝を痛め負傷退場。左膝前十字靭帯損傷の怪我を負い長期離脱を余儀なくされた。翌2024年4月21日のいわきFC戦にて319日ぶりの復帰を果たした。

## 所属クラブ
- キックスFC U-12
- キックスFC U-15
- 2009年 - 2011年 大分トリニータU-18（大分東明高校）
- 2012年 - 2015年 立命館大学
- 2016年 奈良クラブ
- 2017年 - 2019年 ギラヴァンツ北九州
- 2020年 - 2022年 ブラウブリッツ秋田
- 2023年 - 大分トリニータ

## 個人成績
| 国内大会個人成績 | 国内大会個人成績 | 国内大会個人成績 | 国内大会個人成績 | 国内大会個人成績 | 国内大会個人成績 | 国内大会個人成績 | 国内大会個人成績 | 国内大会個人成績 | 国内大会個人成績 | 国内大会個人成績 | 国内大会個人成績 |
| 年度             | クラブ           | 背番号           | リーグ           | リーグ戦         | リーグ戦         | リーグ杯         | リーグ杯         | オープン杯       | オープン杯       | 期間通算         | 期間通算         |
| 年度             | クラブ           | 背番号           | リーグ           | 出場             | 得点             | 出場             | 得点             | 出場             | 得点             | 出場             | 得点             |
| 日本             | 日本             | 日本             | 日本             | リーグ戦         | リーグ戦         | リーグ杯         | リーグ杯         | 天皇杯           | 天皇杯           | 期間通算         | 期間通算         |
| ---------------- | ---------------- | ---------------- | ---------------- | ---------------- | ---------------- | ---------------- | ---------------- | ---------------- | ---------------- | ---------------- | ---------------- |
| 2015             | 立命館大         | 10               | -                | -                | -                | -                | -                | 1                | 0                | 1                | 0                |
| 2016             | 奈良             | 33               | JFL              | 25               | 15               | -                | -                | 2                | 1                | 27               | 16               |
| 2017             | 北九州           | 7                | J3               | 21               | 0                | -                | -                | 2                | 1                | 23               | 1                |
| 2018             | 北九州           | 7                | J3               | 15               | 0                | -                | -                | -                | -                | 15               | 0                |
| 2019             | 北九州           | 7                | J3               | 16               | 1                | -                | -                | 1                | 0                | 17               | 1                |
| 2020             | 秋田             | 8                | J3               | 28               | 4                | -                | -                | 2                | 1                | 30               | 5                |
| 2021             | 秋田             | 8                | J2               | 42               | 2                | -                | -                | 0                | 0                | 42               | 2                |
| 2022             | 秋田             | 8                | J2               | 33               | 2                | -                | -                | 0                | 0                | 33               | 2                |
| 2023             | 大分             | 16               | J2               | 18               | 1                | -                | -                | 1                | 0                | 19               | 1                |
| 2024             | 大分             | 16               | J2               | 13               | 0                | 0                | 0                | 2                | 0                | 15               | 0                |
| 2025             | 大分             | 16               | J2               |                  |                  |                  |                  |                  |                  |                  |                  |
| 通算             | 日本             | 日本             | J2               | 106              | 5                | 0                | 0                | 3                | 0                | 109              | 5                |
| 通算             | 日本             | 日本             | J3               | 80               | 5                | -                | -                | 5                | 2                | 85               | 7                |
| 通算             | 日本             | 日本             | JFL              | 25               | 15               | -                | -                | 2                | 1                | 27               | 16               |
| 通算             | 日本             | 日本             | 他               | -                | -                | -                | -                | 1                | 0                | 1                | 0                |
| 総通算           | 総通算           | 総通算           | 総通算           | 211              | 25               | 0                | 0                | 11               | 3                | 222              | 28               |

- Jリーグ初出場：2017年3月26日 J3 第3節 セレッソ大阪U-23戦（ミクニワールドスタジアム北九州）
  - Jリーグ初得点：2019年6月2日 J3 第10節 ロアッソ熊本戦（ミクニワールドスタジアム北九州）

## 代表歴
- 2015年 全日本学生選抜

## タイトル

### クラブ
ギラヴァンツ北九州
- J3リーグ：2019年

ブラウブリッツ秋田
- J3リーグ：2020年

### 個人
- JFLベストイレブン：2016年[4]
- JFL新人王：2016年[4]